# Lista över rollfigurer i Kingdom Hearts
Detta är en lista på rollfigurer som dyker upp i Kingdom Hearts-spelen (denna artikel inkluderar alla spel som har kommit ut i Sverige.) Kingdom Hearts, Kingdom Hearts: Chain of Memories och Kingdom Hearts II

## Huvudfigurer
- Sora
- Kalle Anka
- Långben

## Större bifigurer
- Riku
- Kairi
- Maleficent
- King Mickey
- Xehanort (Somebodyform av Xemnas)
- Naminé
- The Heartless
- The Nobodies

## Röstskådespelare
Den ursprungliga japanska versionen av Kingdom Hearts-spelen har många välkända röstskådespelare som gav sina röster till spelets karaktärer: Miyu Irino (Sora och Vanitas), Mamoru Miyano (Riku), Risa Uchida (Kairi och Xion), Kōichi Yamadera (Kalle Anka), Yū Shimaka (Långben), Takashi Aoyagi (Musse Pigg), Kōki Uchiyama (Roxas och Ventus), Ryōtarō Okiayu (Terra), Megumi Toyoguchi (Aqua), Akio Ōtsuka (Ansem), Norio Wakamoto (Xemnas), Toshiko Sawada (Maleficent), Tōru Ōhira (Pete), Hōchū Ōtsuka (Xigbar och Braig), Ginpei Sato (Saïx och Isa), Shūichi Ikeda (Marluxia), Akira Ishida (Zexion och Ienzo), Kaneta Kimotsuki (Jiminy Cricket), Iku Nakahara (Naminé), Keiji Fujiwara (Axel och Lea), Genzō Wakayama (Ansem the Wise/DiZ), Makio Inoue (Eraqus), Takashi Inagaki (Yen Sid), och Chikao Ōtsuka/Takanori Okuda (Xehanort).
Den engelska versionen av Kingdom Hearts-spelen presenterade flera populära skådespelare som gav sina röster till spelets huvudpersoner: Haley Joel Osment (Sora och Vanitas), David Gallagher (Riku), Hayden Panettiere/Alyson Stoner (Kairi och Xion), Tony Anselmo (Kalle Anka), Bill Farmer (Långben), Wayne Allwine/Bret Iwan (King Mickey), Jesse McCartney (Roxas och Ventus), Jason Dohring (Terra), Willa Holland (Aqua), Billy Zane/Richard Epcar (Ansem), Paul St. Peter (Xemnas), Susanne Blakeslee (Maleficent), Jim Cummings (Petter), James Patrick Stuart (Xigbar och Braig), Kirk Thornton (Saïx och Isa), Keith Ferguson (Marluxia), Vincent Corazza (Zexion och Ienzo), Eddie Carroll/Phil Snyder (Jiminy Cricket), Brittany Snow/Meaghan Jette Martin (Naminé), Quinton Flynn (Axel och Lea), Christopher Lee (Ansem the Wise/DiZ), Mark Hamill (Eraqus), Corey Burton (Yen Sid), och Leonard Nimoy/Benjamin Diskin (Xehanort).